# Kita (Tokyo)
 For alternative betydninger, se Kita. (Se også artikler, som begynder med Kita)
Kita (北区 Kita-ku, "Nordlige distrikt") er et bydistrikt i Tokyo i Japan.
Det er et af de 23 specielle bydistrikter, der tilsammen udgør Tokyos historiske bykerne. Distriktet ligger i den nordlige del af Tokyo og har 353.058 (2021) indbyggere. På engelsk kalder distriktet sig selv for City of Kita.
Pr 2008 havde distriktet et befolkningstal på 332.140 og en befolkningstæthed på 16.140 personer per km². Arealet var på 20,59 km².

## Geografi
Navnet Kita, betyder "nord" og henviser til at det er det nordligste af Tokyos 23 bydistrikter. Mod nord grænser det i Saitama-præfekturet op til Kawaguchi og Toda. I øst, syd og vest ligger bydistrikterne:: Adachi, Arakawa, Itabashi, Bunkyou og Toshima.
Floderne Arakawa-floden og Sumida-floden løber igennem distriktet.

## Historie
Bydistriktet er etableret 15. marts 1947.

## Attraktioner
- Asukayama Park
- Ukima Park
- Chūō Park (tidligere Camp Oji)
- Furukawa Garden
- Nanushi-no-taki Park
- Oji Shrine
- Oji Inari helligdom

## Notable personer fra Kita
- Kōbō Abe, forfatter
- Kyoko Fukada, model, skuespiller og sanger
- Kiyoshi Kodama, skuespiller